# Kalush
Kalush (estilitzat com a KALUSH) és un grup de rap ucraïnès. Creat el 2019 a la ciutat de Kàluix (Óblast d'Ivano-Frankivsk), el grup està format pel fundador i raper Oleh Psiuk, el multiinstrumentista Ihor Didentxuk i el ballarí Vlad Kurotxka (àlies MC KylymMen, lit. ‘HomeCatifa’ 'CarpetMan'). Didentxuk també és membre de la banda d'electro-folk Go_A.
El 2021, el grup va llançar el projecte paral·lel Kalush Orchestra, amb Timofii Muzitxuk, Vitalii Dujik i Dzhonni Dyvnyy com a membres addicionals. A diferència de la banda principal, Kalush Orchestra se centra en el hip hop amb motius folk i elements de la música tradicional ucraïnesa. El grup va representar a Ucraïna al Festival de la Cançó d'Eurovisió 2022 amb la cançó "Stefania".

## Discografia
- Hotin (2021)
- Йо-Йо, amb la participació de Skofka (2021)